# Pleurotomella vaginata
Pleurotomella vaginata é uma espécie de gastrópode do gênero Pleurotomella, pertencente a família Raphitomidae.